# Сеньковка (Черниговская область)
Сеньковка (укр. Сеньківка) — село, Городнянская городская община, Черниговский район, Черниговская область, Украина.
Код КОАТУУ — 7421487501. Население по переписи 2017 года составляло 140 человек.

## Географическое положение
Село находится на расстоянии в 2,5 км от села Бериловка и в 2-х км от точки пересечения границ трёх государств: Украина, Россия и Белоруссия. Через село проходит автомобильная дорога Р-13.

## История
- В селе Сеньковка обнаружены городище и курганный могильник древнерусского времени (IX—XIII вв.).
- 1626 год — дата основания.

В ХІХ столетии село Сеньковка было в составе Мощенской волости Городнянского уезда Черниговской губернии. В селе была Успенская церковь. Священнослужители Успенской церкви:
- 1745 — священник Павел Иосифович
- 2022-с 24 февраля[2] по апрель посёлок был окуппирован ВС России. Являлся одним из первых населёных пунктов Черниговской области, оккупированых Россией

## Объекты социальной сферы
- Школа I—II ст.
- Дом культуры.
- Фельдшерско-акушерский пункт.

## Достопримечательности
- На стыке земель России, Украины и Белоруссии открыт монумент Дружбы народов.
- Братская могила советских воинов.